# Volley Modena 2002-2003
Questa voce raccoglie le informazioni riguardanti il Volley Modena nelle competizioni ufficiali della stagione 2002-2003.

## Organigramma societario
Area tecnica
- Allenatore: Daniele Berselli
- Allenatore in seconda: Davide Baraldi

Area sanitaria
- Medico: Piero Randelli
- Fisioterapista: Juliana Corona Mantovani, Ofelia Schiavone

## Rosa
| N° | Nome                | Ruolo | Data di nascita   | Nazionalità sportiva |
| -- | ------------------- | ----- | ----------------- | -------------------- |
| 1  | Consuelo Mangifesta | S     | 3 luglio 1968     | Italia               |
| 2  | Angelina Grün       | O     | 2 dicembre 1979   | Germania             |
| 3  | Mariana Conde       | S     | 23 luglio 1973    | Argentina            |
| 6  | Darina Mifkova      | S     | 24 maggio 1974    | Italia               |
| 7  | Iryna Žukova        | P     | 22 novembre 1974  | Ucraina              |
| 8  | Iveta Mikusova      | C     | 7 agosto 1969     | Italia               |
| 9  | Hanka Pachale       | S     | 12 settembre 1976 | Germania             |
| 11 | Vesna Čitaković     | C     | 3 febbraio 1979   | Serbia e Montenegro  |
| 12 | Barbara Fagioli     | P     | 10 giugno 1972    | Italia               |
| 14 | Emanuela Pernici    | L     | 12 marzo 1976     | Italia               |
| 15 | Meika Wagner        | C     | 14 settembre 1973 | Stati Uniti          |